# کی‌تیغ
کی‌تیغ (به ترکی آذربایجانی: Keytikh) یک منطقهٔ مسکونی در جمهوری آذربایجان است که در شهرستان آب‌شوران واقع شده‌است.